# Іванов Геннадій Валентинович
Генна́дій Валенти́нович Івано́в (1973 — 2022) — штаб-сержант, військовослужбовець Державної прикордонної служби України, учасник російсько-української війни, який загинув у ході російського вторгнення в Україну в 2022 році.

## Життєпис
Народився 1973 року на Хмельниччині. Проходив військову службу в складі підрозділу Державної прикордонної служби України, обіймав посаду начальника групи інженерних машин. Разом із головним сержантом Олегом Ковалевським загинули в результаті авіаційного удару двома військовими літаками в перший день російського вторгнення 24 лютого 2022 року, під час виконання завдань на адміністративній межі з тимчасово окупованою територією АР Крим поблизу села Тарасівка Скадовського району на Херсонщині. 
Указом Президента України Володимира Зеленського обох прикордонників відзначено орденами «За мужність» III ступеня (посмертно). 3 червня 2022 року начальник Хмельницької обласної військової адміністрації Сергій Гамалій спільно з ректором Національної академії генерал-майором Олександром Луцьким вручили державні нагороди родинам загиблих прикордонників

## Родина
У загиблого залишилися дружина та троє дітей.

## Нагороди
- орден «За мужність» III ступеня (2022, посмертно) — за особисту мужність і самовіддані дії, виявлені у захисті державного суверенітету та територіальної цілісності України, вірність військовій присязі.